# Tituly a vyznamenání Knuta Dánského

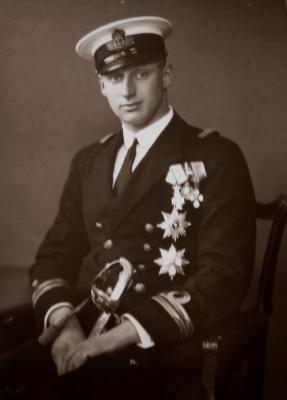
Knut Dánský v uniformě s řadou vyznamenání

Dědičný princ Knut Dánský během svého života obdržel řadu vyznamenání a titulů.

## Tituly
- 27. července 1900 – 1. prosince 1918: Jeho královská Výsost . princ Knut Dánský
- 1. prosince 1918 – 20. dubna 1947: Jeho královská Výsost princ Knut Dánský a Islandský
- 20. dubna 1947 – 27. března 1953: Jeho královská výsost korunní princ Knut Dánský
- 27. března 1953 – 14. června 1976: Jeho královská Výsost dědičný princ Knut Dánský

## Vyznamenání

### Dánská a islandská vyznamenání
- rytíř Řádu slona – 14. května 1912[1]
- Čestný kříž Řádu Dannebrog – 27. července 1918[1]
- velkokomtur Řádu Dannebrog – 15. května 1937[1]
- velkokříž Řádu islandského sokola – 3. července 1921[1][2]

### Zahraniční vyznamenání
Zahraniční vyznamenání Knuta Dánského:
- Belgie
  -  velkostuha Řádu Leopolda[2]
- Brazílie
  -  velkokříž Řádu Jižního kříže[2]
- Etiopské císařství
  -  velkokříž Řádu etiopské hvězdy
- Finsko
  -  velkokříž Řádu bílé růže[2]
- Francie
  -  velkokříž Řádu čestné legie[2]
- Italské království
  -  rytíř Řádu zvěstování[2]
- Japonsko
  -  velkostuha s květy paulovnie Řádu vycházejícího slunce[2]
- Monako
  -  velkokříž Řádu svatého Karla – 5. března 1936[3][2]
- Nizozemsko
  -  velkokříž Řádu nizozemského lva[2]
- Norsko
  -  velkokříž Řádu svatého Olafa[2]
- Řecko
  -  velkokříž Řádu Spasitele[2]
  -  velkokříž Řádu svatých Jiřího a Konstantina[2]
- Španělsko
  -  velkokříž Námořního záslužného řádu[2]
- Švédsko
  -  rytíř Řádu Serafínů – 26. září 1926[4][2]
- Thajsko
  -  rytíř Řádu Mahá Čakrí – 13. února 1929[5][2]